# Денсвил, Стефано
Стефано Вилфред Денсвил (нидерл. Stefano Wilfred Denswil; род. 7 мая 1993, Зандам, Северная Голландия) — суринамский и нидерландский футболист, защитник, игрок сборной Суринама. Ранее выступал за молодёжную сборную Нидерландов.

## Карьера

### Клубная
Стефано Денсвил — воспитанник амстердамского «Аякса». Дебютировал в главной команде 31 октября 2012 года в матче третьего раунда Кубка Нидерландов против клуба «Снек» и на 88-й минуте встречи забил гол со штрафного. 3 дня спустя в матче против «Витесса» защитник дебютировал в Эредивизи. В сезонах 2012/13 и 2013/14 Денсвил в составе амстердамского клуба становился чемпионом Нидерландов.
В январе 2015 года перешёл в бельгийский «Брюгге», подписав с клубом контракт на три с половиной года.
В январе 2021 года был арендован «Брюгге» до конца сезоне 2020/21.

### В сборной
Стефано Денсвил выступал за юношеские сборные Нидерландов различных возрастов, начиная с 15-летнего (2 товарищеских матча со сверстниками из Швейцарии весной 2008 года). 14 августа 2013 года в товарищеском матче с Чехией защитник дебютировал в молодёжной сборной. 5 сентября того же года футболист впервые сыграл в отборочном матче к молодёжному чемпионату Европы, проведя на поле все 90 минут игры с шотландцами.

## Достижения
«Аякс»
- Чемпион Нидерландов (2): 2012/13, 2013/14

«Брюгге»
- Чемпион Бельгии (3): 2015/16, 2017/18, 2020/21
- Обладатель Кубка Бельгии: 2014/15
- Обладатель Суперкубок Бельгии (2): 2016, 2018

«Трабзонспор»
- Чемпион Турции: 2021/22